# Festival montagne et musique
Le Festival montagne et musique, créé en 1995, recrée chaque année une atmosphère montagnarde en plein cœur de Palaiseau, à 25 km de Paris.
Il a lieu le même jour que le Bout galeux. Il propose aux citadins des activités de montagne comme l'escalade ou la découverte de produits savoyards, mais surtout organise le plus grand concours de bucherons d'Europe dont c'était la quinzième édition en 2009, et où des hommes du monde entier s'affrontent sur des épreuves de rapidité. 
Le festival dure le temps d'un week-end, le concours a lieu de dimanche mais chacun des deux jours se termine par un concert de musique gratuit en plein air où défilent des chanteurs renommés. 
Les revenus générés par ce festival sont reversés à des associations :
- Caméléon : https://www.cameleon-association.org/ (Association contre les violences sexuelles sur les enfants)
- Etoiles des neiges : https://www.etoilesdesneiges.com/ (Association pour les personnes atteintes de Mucoviscidose)

En vrac, voici la liste des artistes qui ont eu l'occasion de venir animer ce festival :
Les Négresses Vertes, Tamara WEBER, Lili CROS & Thierry CHAZELLE, Boogie Wonder Band, Michel JONASZ Quartet, Fugain & Pluribus, Earth Wind & Fire Experience feat Al Mc Kay, Murray Head, Cock Robin, Gérald de Palmas, Axelle Red, Jean-pierre MADER, Cookie DINGLER, William « Début de soirée », Manau, Michael Jones, Michel Delpech, Gilbert Montagné, Les Forbans, Emile & Images, Hugues AUFRAY, Philippe LAVIL, GRUPO COMPAY SEGUNDO De CUBA La leyenda del Chan Chan, Delegation, Liane FOLY, Kid Créole & the Coconuts,  Killer Queen, Imagination feat Leee John, JAMES BROWN Tribute show By Allan ADOTE, Mamzelle RUIZ, Rimendo …

## Invités en 2009 (15ème édition)
- Murray Head
- Cock Robin (le dimanche)

## Invités de 2010 (17ème édition)
- Axelle Red
- Gérald de Palmas

## Invités de 2012 (18ème édition)
- Kid Creole & The Coconuts

## Invités de 2013 (19ème édition)
- Imagination featuring Leee John / Delegation
- Matt Bianco / Cargo

## Invités de 2014 (20ème édition)
- Company Segundo
- James Brown Tribute Show by Allan Adote

## Invités de 2015 (21ème édition)
- Mamselle Ruiz / Michel Jonasz
- Rimendo / Liane Foly

## Invités de 2016 (Annulé)
- Edition annulée pour cause de risques d'attentat

## Invités de 2017 (22ème édition)
- Michel Fugain & Pluribus
- Emile & images /  La folie des années 80

## Invités de 2018 (23ème édition)
- Jean-Jacques Goldman
- Le trottoir d'en face

## Invités de 2019 (24ème édition)
- Tamara Weber / Boogie Wonder Band
- Lili Cros & Thierry Chazelle / Les Négresses Vertes

## Invités de 2020 (Annulé)
- Edition annulée, période COVID

## Invités de 2021 (Annulé)
- Edition annulée, période COVID

## Invités de 2022 (25ème édition)
- Imagination / Boney M Story
- Tryo / Jim Bauer

## Invités de 2023 (26ème édition)
- Charlie Winston / Amélie Veille
- Celkit / Patchwork